# Sâncrăieni
Sâncrăieni é uma comuna romena localizada no distrito de Harghita, na região histórica da Transilvânia. A comuna possui uma área de 53.30 km² e sua população era de 2609 habitantes segundo o censo de 2007.